# Club Atlético River Plate 1994-1995
Questa voce raccoglie le informazioni riguardanti il Club Atlético River Plate nelle competizioni ufficiali della stagione 1994-1995.

## Stagione
Con il nuovo tecnico Américo Gallego arriva subito il titolo di Apertura, conquistato peraltro senza subire alcuna sconfitta. La squadra ottiene 12 partite e 7 pareggi, segnando 31 gol e subendone 14 (miglior attacco del torneo e miglior difesa insieme a quella del Newell's Old Boys). Nella seconda parte della stagione il River prende parte alla Coppa Libertadores 1995, ottenendo la qualificazione alla fase a eliminazione diretta, classificandosi al primo posto del girone della fase iniziale; successivamente supera Universidad Católica agli ottavi e Vélez Sarsfield ai quarti, venendo eliminato in semifinale dai colombiani dell'Atlético Nacional di Medellín ai tiri di rigore. Il Clausura, sotto la guida di Carlos Babington, termine con il 10º posto.

## Maglie e sponsor
Lo sponsor tecnico per la stagione 1994-1995 è Adidas, mentre lo sponsor ufficiale è Sanyo.
| Casa | Trasferta |

## Rosa
| N. |                      | Ruolo | Calciatore              |
| -- | -------------------- | ----- | ----------------------- |
|    | Argentina (bandiera) | P     | Germán Burgos           |
|    | Argentina (bandiera) | P     | Joaquín Irigoytia       |
|    | Argentina (bandiera) | P     | Javier Sodero           |
|    | Argentina (bandiera) | D     | Ricardo Altamirano      |
|    | Paraguay (bandiera)  | D     | Celso Ayala             |
|    | Argentina (bandiera) | D     | Roberto Ayala           |
|    | Argentina (bandiera) | D     | Pablo Lavallén          |
|    | Argentina (bandiera) | D     | Gustavo Lombardi        |
|    | Argentina (bandiera) | D     | Guillermo Rivarola      |
|    | Argentina (bandiera) | D     | Claudio Rojas           |
|    | Argentina (bandiera) | C     | Leonardo Astrada        |
|    | Argentina (bandiera) | C     | Matías Almeyda          |
|    | Argentina (bandiera) | C     | Norberto Gabriel Alonso |
|    | Argentina (bandiera) | C     | Sergio Berti            |
|    | Uruguay (bandiera)   | C     | Ricardo Bitancort       |
|    | Argentina (bandiera) | C     | Hernán Buján            |
|    | Uruguay (bandiera)   | C     | Gabriel Cedrés          |

| N. |                      | Ruolo | Calciatore           |
| -- | -------------------- | ----- | -------------------- |
|    | Argentina (bandiera) | C     | Enrique Corti        |
|    | Argentina (bandiera) | C     | Hernán Díaz          |
|    | Argentina (bandiera) | C     | Daniel Dobrik        |
|    | Uruguay (bandiera)   | C     | Enzo Francescoli     |
|    | Argentina (bandiera) | C     | Marcelo Gallardo     |
|    | Argentina (bandiera) | C     | Mariano Juan         |
|    | Argentina (bandiera) | C     | Ariel Ortega         |
|    | Argentina (bandiera) | C     | Rodrigo Riep         |
|    | Argentina (bandiera) | C     | Julio César Toresani |
|    | Argentina (bandiera) | C     | José Villarreal      |
|    | Argentina (bandiera) | A     | José Albornoz        |
|    | Argentina (bandiera) | A     | Gabriel Omar Amato   |
|    | Argentina (bandiera) | A     | Hernán Crespo        |
|    | Argentina (bandiera) | A     | Martín Ojeda         |
|    | Argentina (bandiera) | A     | Walter Silvani       |
|    | Argentina (bandiera) | A     | Facundo Villalba     |

## Statistiche

### Statistiche di squadra
| Competizione          | Punti | Totale | Totale | Totale | Totale | Totale | Totale | DR  |
| Competizione          | Punti | G      | V      | N      | P      | Gf     | Gs     | DR  |
| --------------------- | ----- | ------ | ------ | ------ | ------ | ------ | ------ | --- |
| Campionato - Apertura | 31    | 19     | 12     | 7      | 0      | 29     | 17     | +12 |
| Campionato - Clausura | 18    | 19     | 7      | 4      | 8      | 29     | 30     | -1  |
| Libertadores          | -     | 12     | 5      | 5      | 2      | 18     | 16     | +2  |
| Totale                | -     |        |        |        |        |        |        | -   |